# Forst (Aken)
Forst is een stadsdeel van de Duitse stad Aken, deelstaat Noordrijn-Westfalen, en telt 12.731 inwoners (2003).
Forst ligt tussen Frankenberger Viertel en Rothe Erde.

## Geschiedenis
Oorspronkelijk was een het deel van de heerlijkheid Schönau van de familie Van Schoonvorst, welke oorspronkelijk de Burg Schönforst bewoonde. Een belangrijke telg uit deze familie was Reinoud I van Schoonvorst. Reeds in 1711 was het een ruïne, en vanaf 1850 werd deze als een steengroeve beschouwd. In 1884 werden de laatste resten gesloopt.
Tot 1815 was de naam Schönforst in gebruik, daarna werd de gemeente Forst genoemd. In 1906 werd deze aan de gemeente Aken toegevoegd.

## Bezienswaardigheden
- Sint-Katharinakerk van 1890 in neoromaanse stijl.
- Aachener Tierpark.
- Lützow-kazerne van 1939, voorbeeld van de hermilitarisering van het Rijnland, van 1946-1964 Belgische kazerne, tegenwoordig onderwijsinstelling.
- Nellessenpark, recreatiegebied en overblijfsel van let landgoed Schönau. Hier stroomt de Beverbach, een zijriviertje van de Worm.
- Forster Linde, een oude lindeboom.

## Nabijgelegen kernen
Burtscheid, Brand, Frankenberger Viertel, Rothe Erde